# Metilanisol
| Metilanisol        |                                                                                         |                                                                                         |                                                                                         |
| Nome               | 2-Metilanisol                                                                           | 3-Metilanisol                                                                           | 4-Metilanisol                                                                           |
| Outros nomes       | o-Metilanisol, orto-Metilanisol, 2-Metoxitoluol, o-Cresilmetiléter orto-Cresilmetiléter | m-Metilanisol, meta-Metilanisol, 3-Metoxitoluol, m-Cresilmetiléter meta-Cresilmetiléter | p-Metilanisol, para-Metilanisol, 4-Metoxitoluol, p-Cresilmetiléter para-Cresilmetiléter |
| Fórmula estrutural |                                                                                         |                                                                                         |                                                                                         |
| número CAS         | 578-58-5                                                                                | 100-84-5                                                                                | 104-93-8                                                                                |
| PubChem            | 33637                                                                                   | 7530                                                                                    | 7731                                                                                    |
| Fórmula química    | C8H10O                                                                                  | C8H10O                                                                                  | C8H10O                                                                                  |
| Massa molar        | 122,17 g·mol−1                                                                          | 122,17 g·mol−1                                                                          | 122,17 g·mol−1                                                                          |
| Estado físico      | Líquido                                                                                 | Líquido                                                                                 | Líquido                                                                                 |

Um metilanisol (também chamado de metoxitoluol ou cresilmetiléter) é um conjunto de isômeros, formando um grupo de substâncias químicas, possuindo estruturas moleculares que são derivadas a partir tanto do anisol como do tolueno. A estrutura consiste de um anel de benzeno anel contendo agregados grupos metóxi (–OCH3) e metil (–CH3) como substituintes. Através de arranjos diferente, há três isômeros de posiçãol com a fórmula molecular C8H10O.

## Propriedades
Os metilanisóis são líquidos incolores a amarelados que tem ponto de ebulição no intervalo de 170 a 180 °C.

## Obtenção
Metilanisóis pode ser obtidos a partir dos cresóis e da eterificação com posterior reação com sulfato de dimetilo.